# Cultura ibo

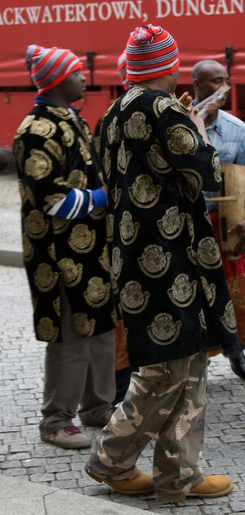
Homens vestindo a moderna Isiagu com o tradicional chapéu ibo masculino

A cultura ibo (em ibo: Omenala ndi Igbo) são os costumes, práticas e tradições dos ibos do Sudeste  da Nigéria. É composta por práticas arcaicas, bem como novos conceitos adicionados na cultura ibo, quer pela evolução ou por influência externa. Estes costumes e tradições dos ibos incluem as artes visuais, música e formas de dança, bem como as suas vestimentas, culinária e idioma (dialetos). Considerando seus diversos subgrupos, a diversidade de sua cultura torna-se ainda maior.

## Música
Os ibos tem um estilo musical melódico e sinfônico, em que se incorporam vários instrumentos de percussão: o udu, que é um instrumento de argila; a ecué, que é formado por escavação em madeira; e o ogene, um sino de ferro forjado. Outros instrumentos incluem o opi, um instrumento de sopro semelhante a flauta, o iba e a ichacá.
Outra forma musical popular entre os ibos é o highlife, que é uma fusão de jazz e música tradicional muito popular na África Ocidental. O moderno highlife ibo é visto na obra de Dr. Sir Warrior, Oliver De Coque, Bright Chimezie e Chief Osita Osadebe, que são os maiores músicos de ibo highlife do século XX. Existem também outros notáveis artistas do extrato ibo highlife, como Mike Ejeagha, Paulson Kalu, Ali Chukwuma e Ozoemena NWA Nsugbe.